# آنیزی-لو-شاتو
آنیزی-لو-شاتو (به فرانسوی: Anizy-le-Château) یک کمون در فرانسه است که در انه واقع شده‌است.

## خصوصیات
آنیزی-لو-شاتو ۹٫۴۹ کیلومترمربع مساحت و ۱٬۸۹۵ نفر جمعیت دارد و ۷۰ متر بالاتر از سطح دریا واقع شده‌است.

## نگارخانه

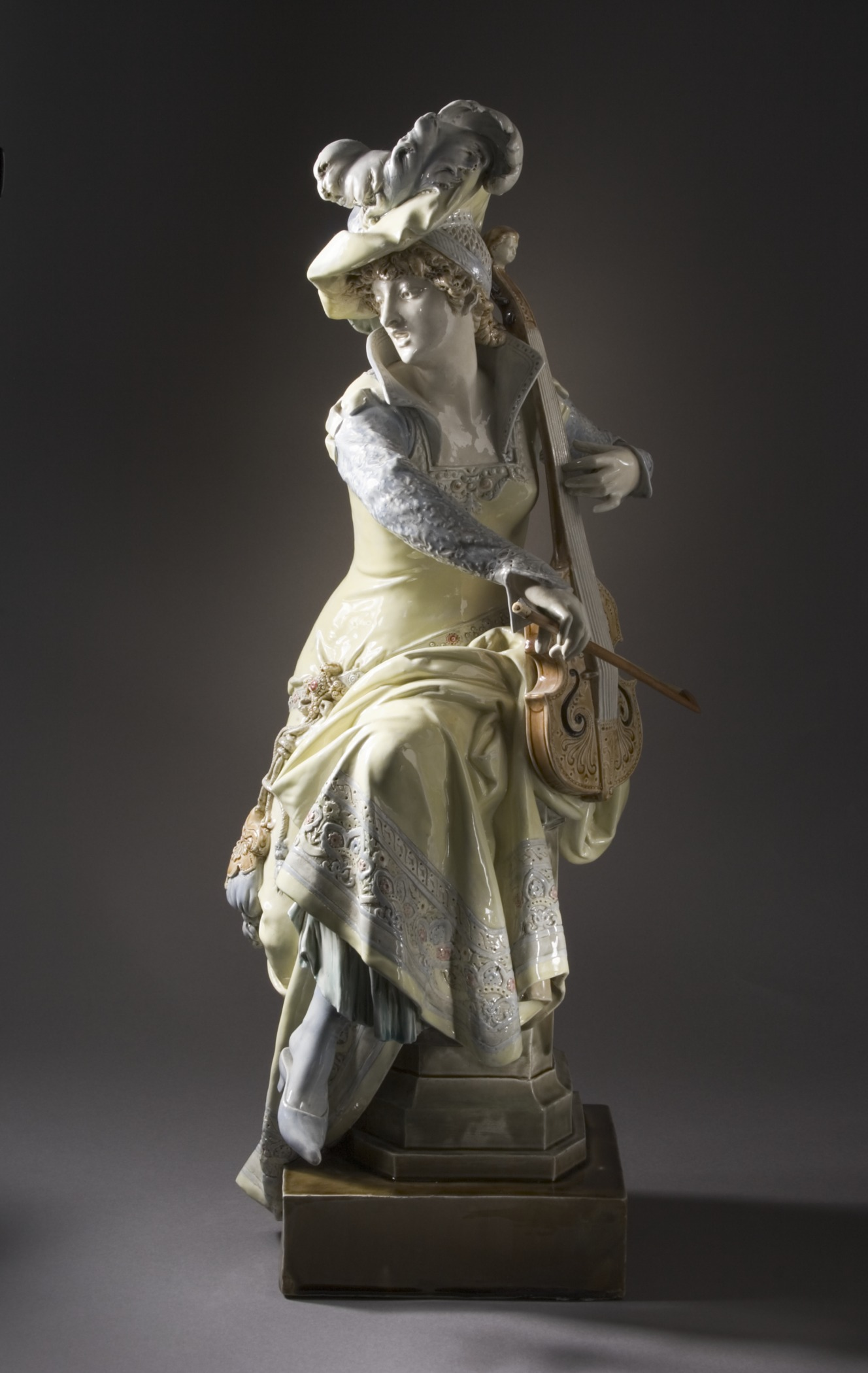
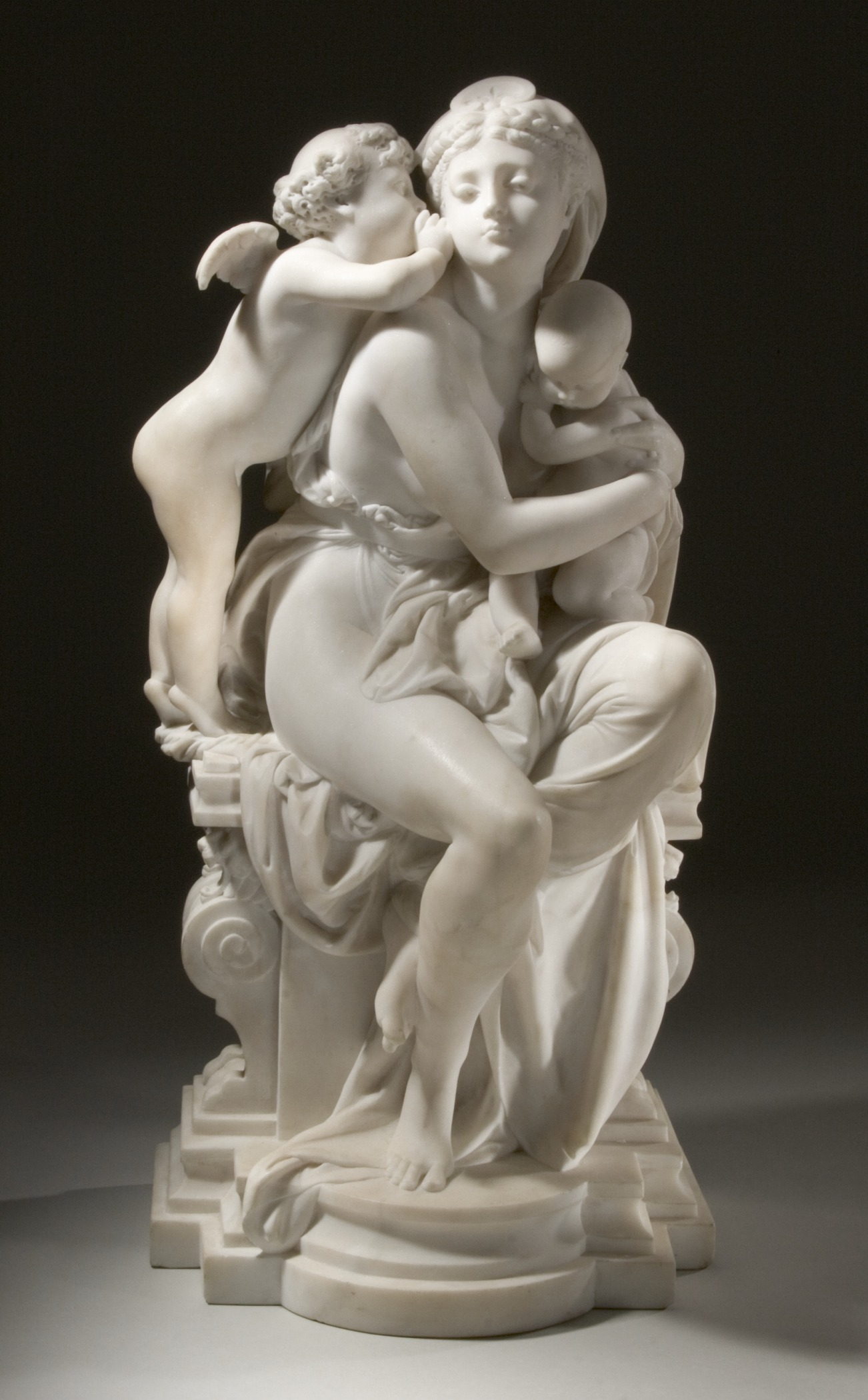
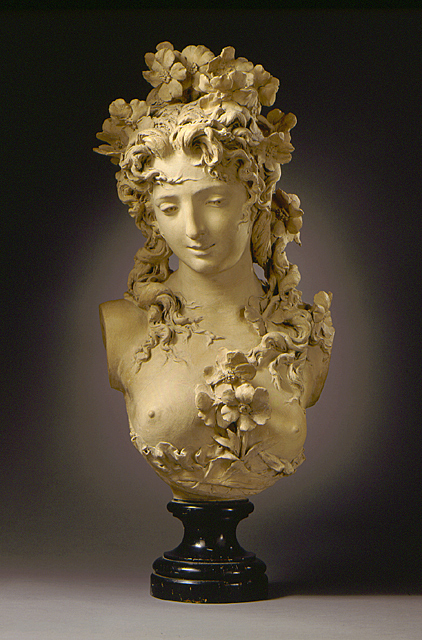